# 메리 베스 허트

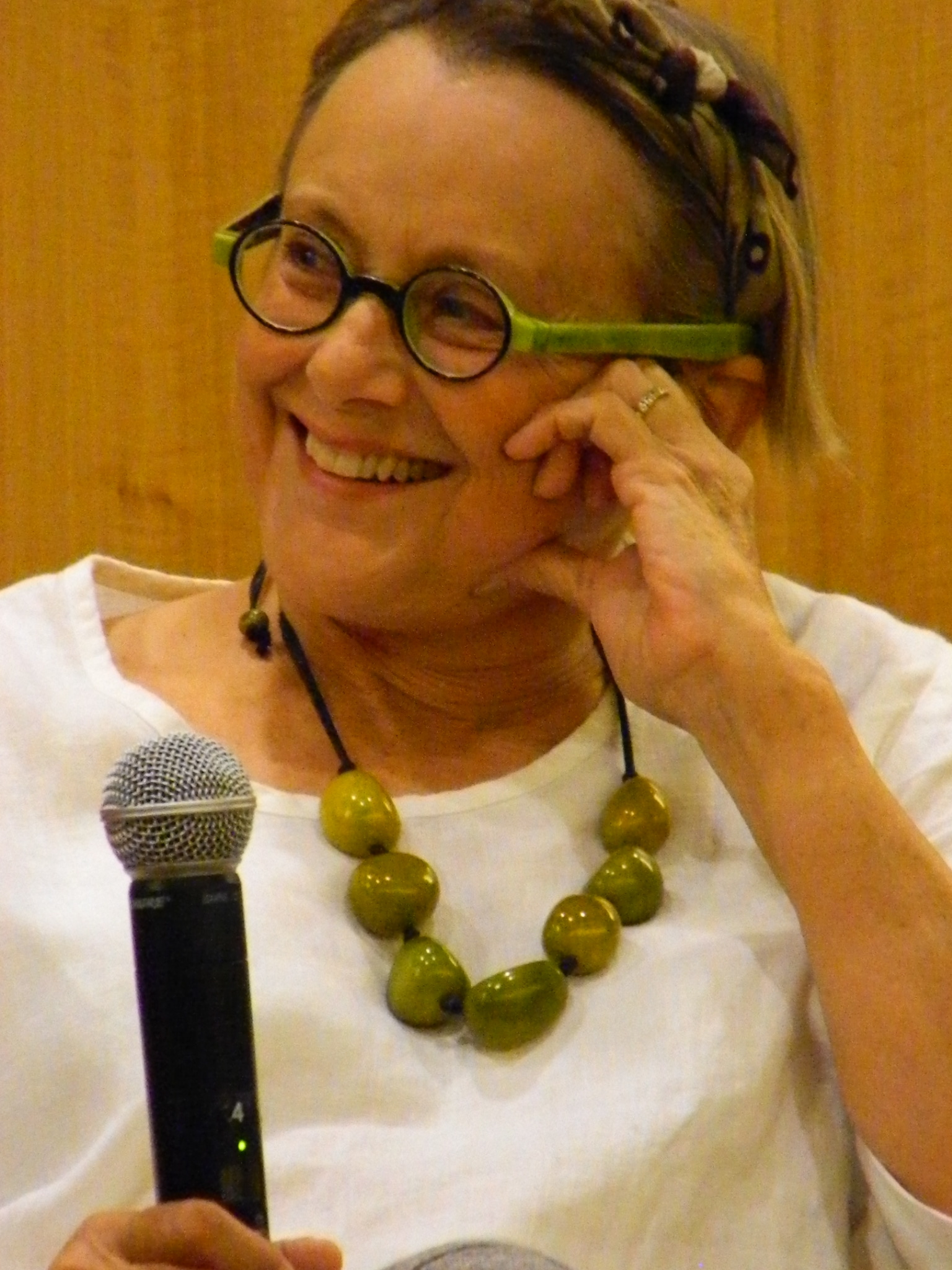
메리 베스 허트(2013년)

메리 베스 허트(영어: Mary Beth Hurt, 1946년 9월 26일 ~ )는 미국의 배우이다. 그녀는 마셜타운 출신이다.

## 영화
- 다이앤 드레이어 프로젝트(가제) (2016년)
- 더 벌룬티어 (2013년)
- 영 어덜트 (2011년) - 잔 역
- 킬 위드 미 (2008년) - 스텔라 마쉬 역
- 데드 걸 (2006년) - 루스 역
- 레이디 인 더 워터 (2006년) - 미시즈 벨 역
- 엑소시즘 오브 에밀리 로즈 (2005년) - 브류스터 판사 역
- 그들만의 아기 (2001년)
- 패밀리 맨 (2000년) - 아델 역
- 뉴욕의 가을 (2000년) - 닥터 사이블리 역
- 비상 근무 (1999년)
- 어플릭션 (1997년)
- 진 세버그의 일기 (1995년)
- 쉬머 (1993년) - 마더 역
- 쟈니와 미씨 (1993년)
- 5번가의 폴 포이티어 (1993년)
- 순수의 시대 (1993년) - 레지나 보포트 역
- 라이트 슬리퍼 (1992년)
- 누명 (1991년)
- 법과 질서 (1990년)
- 페어런츠 (1989년)
- 장미빛 모자 (1989년)
- 콤프러마이징 포지션스 (1985년) - 페그 턱시오 역
- 다릴 (1985년) - 조이스 리차드슨 역
- 가프 (1982년)
- 계절의 변화 (1980년)
- 치버 이야기: 5시 48분 (1979년)
- 인테리어 (1978년) - 조이 역
- 코작 (1973년)